# St. Mary's Cathedral, Limerick
St. John's Cathedral är Irländska kyrkans katedral i Limerick i Irland.

## Kyrkobyggnaden
Katedralen uppfördes år 1168 och helgades åt Jungfru Maria och är den äldsta byggnaden i Limerick som är i dagligt bruk. Under 1200-talet byggdes kyrkan ut med korsarmar åt norr och söder. Under de följande två århundradena byggdes olika sidokapell på kyrkans norra och södra sidor.